# St. Margareta (Taimering)

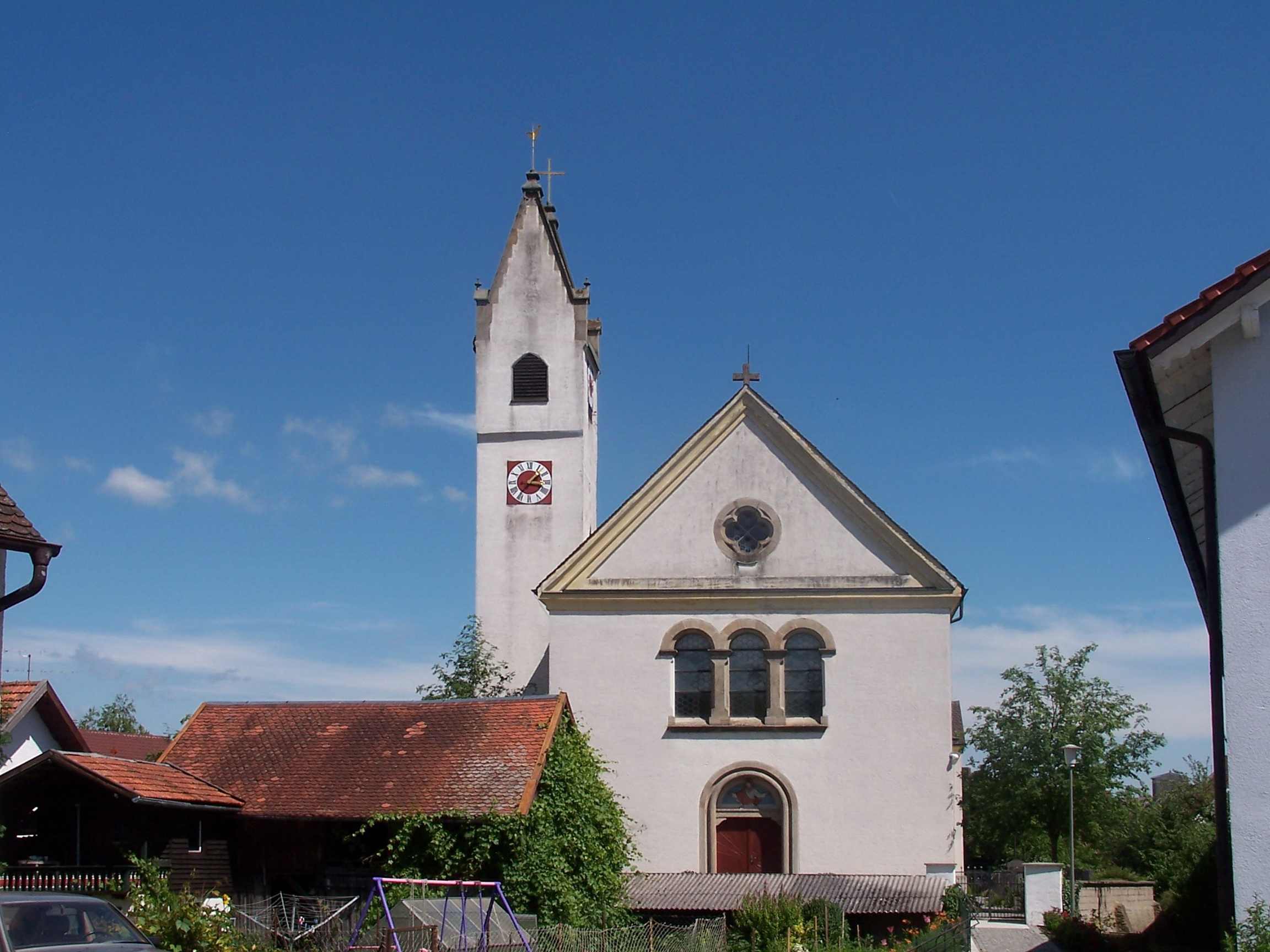
St. Margareta (Taimering)

Die römisch-katholische, denkmalgeschützte Filialkirche St. Margareta steht in Taimering, einem Gemeindeteil der Gemeinde Riekofen im Landkreis Regensburg in der Oberpfalz. Sie ist dem Bistum Regensburg zugeordnet. Das Bauwerk ist unter der Denkmalnummer D-3-75-191-14 als Baudenkmal in die Bayerische Denkmalliste eingetragen.

## Beschreibung
Die neuromanische Saalkirche wurde 1884 erbaut. Sie besteht aus einem Langhaus, das mit einem Satteldach bedeckt ist, einem eingezogenen, halbrund geschlossenen Chor im Osten, einem um 1600 gebauten Kirchturm an der Nordwand des Langhauses und der Sakristei an der Südwand des Chors. In der Fassade im Westen, die mit einem Dreiecksgiebel mit einem Ochsenauge bedeckt ist, befindet sich das Portal, darüber ein Triforium.
Der Innenraum des Langhauses, auf dessen Empore die Orgel steht, ist mit einer Kassettendecke überspannt, der des Chors mit einem Kreuzrippengewölbe. Die ursprüngliche Kirchenausstattung wurde entfernt.